# Corongo
Corongo est une ville du Pérou, chef-lieu de la province de Corongo dans la région d'Ancash. En 2017 la ville comportait 1 269 habitants. Elle a été découverte par Hernando Pizarro en mai 1553.

## Histoire
Corongo, fondée sous le nom de San Pedro de Corongo en 1573 par Francisco de Toledo est une ville péruvienne, située à une altitude de 3 141 m, capitale du district et de la province du même nom, située au nord de la région de Conchucos, dans le département d'Ancash. 
À l'époque coloniale, c'était l'une des villes les plus importantes du nord d'Ancash, car elle abritait une activité commerciale importante résultant du boom minier et agricole dont ses habitants ont bénéficié pendant 400 ans.
Caractérisée par ses bâtiments coloniaux et républicains, avec ses ponts en pierre en forme d'arc entourés de belles vues, le 11 août 1989, par la résolution principale n° 515, la ville de Corongo a été déclarée patrimoine culturel de la nation, complétant le temple de San Pedro de Corongo, classé monument historique depuis le 17 novembre 1944, par la loi n° 10018.
Il abrite des événements culturels anciens, notamment des danses telles que la Pallas de Corongo (patrimoine national), et des organisations communautaires telles que le Juges de l'eau de Corongo, qui a été déclaré site du patrimoine mondial en 2017.

## Climat
Son climat est semi-froid avec des températures moyennes de 19 °C en été et de 14 °C en hiver.